# 죽굴도
죽굴도(竹窟島)는 전라남도 완도군 노화읍 방서리의 섬이다. 1987년에 완도, 보길도, 노화도 주변에서 운항하는 선박을 위해 죽굴도에 등대가 설치됐으며 2019년 9월 6일에 개량되었다. 2017년 4월 25일에 발표된 한국지방행정연구원의 '섬의 인구 변화 분석 및 발전 방안 연구' 보고서에 따르면 죽굴도는 50년 후 무인도가 될 것으로 예상된다.

## 방송
- 인간극장(2017년 7월 3일)[3]
- 삼시세끼(2020년 5월 1일)[4]